# Shokan, New York
Shokan, New York (енгл. Shokan) насељено је место без административног статуса у америчкој савезној држави Њујорк.

## Демографија
По попису из 2010. године број становника је 1.183, што је 69 (-5,5%) становника мање него 2000. године.
| Група             | 2000.         | 2010.         |
| Белци             | 1.176 (93,9%) | 1.071 (90,5%) |
| Афроамериканци    | 12 (1,0%)     | 28 (2,4%)     |
| Азијати           | 19 (1,5%)     | 13 (1,1%)     |
| Хиспаноамериканци | 34 (2,7%)     | 35 (3,0%)     |
| Укупно            | 1.252         | 1.183         |